# Vicious Rumors (album)
Vicious Rumors è il terzo album dell'omonimo gruppo heavy metal statunitense.

## Il disco
Il disco è stato pubblicato nel 1990 attraverso l'etichetta Atlantic Records che ingaggiò la band in virtù della fama raggiunta con la pubblicazione precedente.

La prima traccia, Don't Wait for Me, è la canzone più volte eseguita durante i concerti del gruppo e per la quale venne anche girato un videoclip.

Il CD è stato ristampato in versione rimasterizzata nel 2005 dall'etichetta Wounded Bird Records e nel 2015 dalla Rock Candy Records.

## Critica
| Recensione            | Giudizio |
| --------------------- | -------- |
| Rock Hard (periodico) | [ 3 ]    |
| AllMusic              | [ 4 ]    |
| truemetal.it          | [ 5 ]    |

L'album venne accolto con entusiasmo dai fan e dalla critica e, nonostante l'importante casa discografica non li avesse sostenuti a dovere, il tour relativo portò i Vicious Rumors anche sul palco del Dynamo Open Air di Eindhoven, dove si esibirono di fronte a 25000 spettatori..

Nelle recensioni, in genere, il disco è considerato come uno dei più rappresentativi della band per via delle sonorità, tipiche del power metal americano, che uniscono potenza e melodia; i ritmi sono spesso veloci e l'ottimo lavoro alle chitarre ben si amalgama alle doti canore di Carl Albert.

## Tracce
Testi e musiche di Vicious Rumors eccetto dove indicato.
1. Don't Wait for Me – 4:14
2. World Church – 5:05
3. On the Edge – 3:08
4. Ship of Fools – 4:29
5. Can You Hear It – 3:25
6. Down to the Temple – 5:15
7. Hellraiser – 4:18
8. Electric Twilight – 1:53 (musica: Mark McGee) – strumentale
9. Thrill of the Hunt – 4:00
10. Axe and Smash – 3:45

## Crediti
Formazione
- Carl Albert - voce
- Geoff Thorpe - chitarra
- Mark McGee - chitarra, mandolino
- Dave Starr - basso
- Larry Howe - batteria

Produzione
- Geoff Thorpe e Michael Rosen – produzione
- Mark McGee - assistente alla produzione